# Vista Alegre do Alto
Vista Alegre do Alto là một đô thị ở bang São Paulo của Brasil. Đô thị này nằm ở vĩ độ 21º10'14" độ vĩ nam và kinh độ 48º37'45" độ vĩ tây, trên khu vực có độ cao 619 m. Đô thị này có diện tích 95,297 km². Dân số năm 2004 ước tính là 5.339 người.

### Sông ngòi
- Sông Turvo
- Rio da Onça

### Các xa lộ
- SP-323